# Anquilostomiasis
La anquilostomiasis es una infección intestinal causada por nematodos parásitos de las especies Necator americanus y Ancylostoma duodenale. Es una infección humana ampliamente diseminada por el mundo en particular en las zonas tropicales húmedas, y afecta a más de 1000 millones de personas. También es llamada anemia tropical y uncinariasis.

## Epidemiología
La anquilostomiasis afecta a unas 740 millones de personas en el mundo causando hemorragias intestinales crónicas y anemia.
- Fuente de infección parasitaria o reservorio: hombre enfermo, de mayor importancia en niños que en adultos.
- Forma parasitaria de eliminación: huevos embrionados o no.
- Puerta de salida: Ano.
- Medio de eliminación: heces.
- Medio de evolución: suelo.
- Forma parasitaria infectante: larvas filariforme (L3).
- Medio de penetración: penetración activa transcutánea.
- Puerta de entrada: piel, también por vía oral en A. duodenale (no pasa por la etapa pulmonar).
- Muestra de diagnóstico: heces fecales.
- Método de diagnóstico: coprológico, encontrando huevos del parásito.
- Hospedador susceptible: humano.

## Etiología

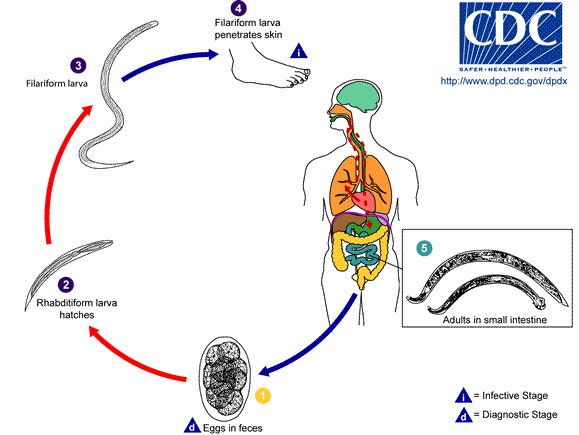
Ciclo de vida de las uncinarias

La anquilostomiasis es una geohelmintiasis (el gusano completa su ciclo en el suelo) muy común y cosmopolita con predominio subtropical, tropical, húmedo y cálido. El hombre se infecta por la penetración de su piel por la larva en estadio filariforme (L3), asociado con malos hábitos higiénicos y precariedad socioeconómica.

## Patología
Las larvas causan traumatismo, daños mecánicos e inflamatorios en la piel, mucosa intestinal y pulmón en su tránsito por estos órganos. Los adultos, para sacar provecho a su acción expoliatriz producen un efecto anticoagulante en el lugar de implantación, lo que favorece las hemorragias crónicas.
- Piel: dermatitis, pápula, eritema, erosión, inflamación, úlceras e infecciones secundarias (bacteriana, por ejemplo).
- Pulmón: pequeñas hemorragias, erosiones inflamatorias.
- Anemia.

## Síntomas
Muy a menudo las personas afectadas por una infestación por estos dos organismos son asintomáticas. En especial, la infección crónica produce:
- Ardor, urticaria y/o prurito, edema en el o los punto(s) de penetración de la larva con posible sobreinfección.
- Anemia crónica microcítica hipocrómica, lipoproteinemia e hipoalbuminemia
- Neumonitis o síndrome de Loeffler: causada por una reacción alérgica a las larvas en su tránsito por el pulmón.

- Tos, fiebre, ronquera, faringitis, náuseas, vómitos y notable eosinofilia.
- Síntomas gastrointestinales.

- Dolor abdominal (periumbilical) tipo cólico, diarrea, mareo, tumoración móvil e indolora, migraciones espontáneas por boca o ano, duodenitis y síndrome diarreico intermitente.
- Pérdidas nutricionales, producto de la acción expoliatriz de la lombriz.

- Anorexia y otras alteraciones del apetito, debilidad general, lipotimia, desequilibrio hidroeléctrico, shock.
- Palidez, cardiomegalia, edema, derrame de las serosas, soplos cardíacos y alteraciones del ECG.

## Diagnóstico
Las referencias clínicas y epidemiológicas determinarán un correcto diagnóstico diferencial. El examen parasitológico directo, por el método de Willis, de Kato, o de Stoll conduce a un diagnóstico definitivo y cuantitativo de la carga parasitaria.

## Tratamiento
Los antiparasitarios albendazol y mebendazol son eficaces contra los parásitos causantes de la enfermedad. Los pamoato de oxantel y de pirantel son también usados en ciertos casos que lo ameriten.

## Prevención
El acceso a los servicios de agua potable y saneamiento y el mejoramiento de las prácticas de higiene pueden reducir la morbilidad por ascariasis en un 29% y la morbilidad por anquilostomiasis en un 4%.